# Біоаналітичний еквівалент
Біоаналітичний еквівалент (БЕК) — одиниця виміру в галузі біоаналізу. До прикладу, використовується в біоаналізі CALUX для вивчення діоксинів і діоксиноподібних сполук.